# بوعرفة (المغرب)
بوعرفة هي مدينة مغربية، وعاصمة إقليم فجيج بجهة الشرق، وتضم 846 28 نسمة، حسب الإحصاء العام للسكان والسكنى لسنة 2014. تبعد بوعرفة عن وجدة بـ 260 كلم (حوالي 3 ساعات) عبر الطريق الوطنية رقم 17 مُروراً بكل من تندرارة، عين بني مطهر، وكنفودة. كما تبعد عن فجيج بـ 105 كلم.

## تاريخ
تأسست مدينة بوعرفة في سنة 1912 بعد اكتشاف المنغنيز بها خلال فترة الإستعمار الفرنسي للمغرب
في سنة 1928، بدأت شركة السكك الحديدية للمغرب الشرقي في بناء خط السكة الحديدية الرابط بين وجدة وبوعرفة، لتسهيل عملية نقل المنغنيز من بوعرفة، والمواد المختلفة كالصوف والتمور نحو الجزائر وأوروبا.
في 10 دجنبر 2009، حلَّ الملك محمد السادس بمدينة بوعرفة، وأشرف الملك خلال هذه الزيارة على وضع الحجر الأساس لبناء مركز للتكوين والتأهيل النسوي، وبناء داخلية في إعدادية تيفاريتي ببوعرفة، وتدشين مركز التكوين المهني بالسجن المحلي ببوعرفة الذي تم إنجازه من طرف مؤسسة محمد السادس لإعادة إدماج السجناء. وترأّس الملك مراسيم التوقيع على برنامج التأهيل الحضري لمدينتي فجيج وبوعرفة وتسع مراكز قروية بإقليم فكيك. كما أشرف الملك خلال هذه الزيارة على إطلاق العديد من المشاريع التنموية في مختلف الجماعات المتواجدة بإقليم فجيج.

## النقل والمواصلات
تتوفر مدينة بوعرفة على العديد من الطرق المعبدة وعلى محطة طرقية للحافلات، وأيضاً على مطار بوعرفة الذي يربط المدينة بخط جوي داخلي نحو الدار البيضاء.

## التعليم

### التعليم الإبتدائي
- مدرسة الزرقطوني
- مدرسة علال بن عبد الله
- مدرسة الزلاقة
- مدرسة بن تاشفين
- مدرسة الفتح
- مدرسة 20 غشت
- مدرسة حمان الفطواكي
- مدرسة الجبل

### التعليم الإعدادي
- إعدادية الفتح
- إعدادية تيفارتي

### التعليم الثانوي
- ثانوية القاضي عياض
- ثانوية الجابري

### المعاهد
- المعهد المتخصص للتكنولوجيا التطبيقية

## الأحياء
- حي شميط
- حي الزلاقة
- حي الجبل
- حي المسيرة
- حي الطوبة
- حي الجديد (لاحونا)
- حي البنان
- حي الواد
- حي التضامن
- الحي الإداري
- حي الجزيرة
- حي لابيطا
- حي العين الزرقاء
- حي الصانداج
- حي المينا

## السياحة

### قطار الصحراء الشرقية
تم إنجاز هذا الخط بين عامي 1925 و1931 لنقل القوات والمعادن وهو يربط على طول 300 كلم بين وجدة وبوعرفة. وقد تم إعادة تشغيل هذا الخط لنقل السياح الراغبين في اكتشاف المآثر التاريخية والمؤهلات السياحية التي تزخر بها المنطقة.

## أعلام
- عبد القادر اعمارة